# Conference League 1987-1988
La Conference League 1987-1988, conosciuta anche con il nome di GM Vauxhall Conference per motivi di sponsorizzazione, è stata la 9ª edizione del campionato inglese di calcio di quinta divisione.

## Squadre partecipanti
| Squadra                | Città                | Stagione precedente                                     |
| ---------------------- | -------------------- | ------------------------------------------------------- |
| Altrincham             | Altrincham           | 5º posto in Conference League                           |
| Barnet                 | Londra (High Barnet) | 2º posto in Conference League                           |
| Bath City              | Bath                 | 10º posto in Conference League                          |
| Boston United          | Boston               | 6º posto in Conference League                           |
| Cheltenham Town        | Cheltenham           | 11º posto in Conference League                          |
| Dagenham               | Londra (Dagenham)    | 15º posto in Conference League                          |
| Enfield                | Londra (Enfield)     | 4º posto in Conference League                           |
| Fisher Athletic        | Londra               | 1º posto in Southern League Premier Division (promosso) |
| Kettering Town         | Kettering            | 16º posto in Conference League                          |
| Kidderminster Harriers | Kidderminster        | 12º posto in Conference League                          |
| Lincoln City           | Lincoln              | 24º posto in Fourth Division (retrocesso)               |
| Macclesfield Town      | Macclesfield         | 1º posto in Northern Premier League (promosso)          |
| Maidstone United       | Maidstone            | 3º posto in Conference League                           |
| Northwich Victoria     | Northwich            | 17º posto in Conference League                          |
| Runcorn                | Runcorn              | 8º posto in Conference League                           |
| Stafford Rangers       | Stafford             | 13º posto in Conference League                          |
| Sutton United          | Londra (Sutton)      | 7º posto in Conference League                           |
| Telford United         | Telford              | 9º posto in Conference League                           |
| Wealdstone             | Londra (Ruislip)     | 19º posto in Conference League                          |
| Welling United         | Londra (Bexley)      | 20º posto in Conference League                          |
| Weymouth               | Weymouth             | 14º posto in Conference League                          |
| Wycombe Wanderers      | High Wycombe         | 3º posto in Isthmian League Premier Division (promosso) |

## Classifica finale
|  | Pos. | Squadra            | Pt | G  | V  | N  | P  | GF | GS  | DR  |
|  | ---- | ------------------ | -- | -- | -- | -- | -- | -- | --- | --- |
|  | 1    | Lincoln City       | 82 | 42 | 24 | 10 | 8  | 86 | 48  | +38 |
|  | 2    | Barnet             | 80 | 42 | 23 | 11 | 8  | 93 | 45  | +48 |
|  | 3    | Kettering Town     | 75 | 42 | 22 | 9  | 11 | 68 | 48  | +20 |
|  | 4    | Runcorn            | 74 | 42 | 21 | 11 | 10 | 68 | 47  | +21 |
|  | 5    | Telford Utd        | 70 | 42 | 20 | 10 | 12 | 65 | 50  | +15 |
|  | 6    | Stafford Rangers   | 69 | 42 | 20 | 9  | 13 | 79 | 58  | +21 |
|  | 7    | Kidderminster      | 69 | 42 | 18 | 15 | 9  | 75 | 66  | +9  |
|  | 8    | Sutton Utd         | 66 | 42 | 16 | 18 | 8  | 77 | 54  | +23 |
|  | 9    | Maidstone Utd      | 63 | 42 | 18 | 9  | 15 | 79 | 64  | +15 |
|  | 10   | Weymouth           | 63 | 42 | 18 | 9  | 15 | 53 | 43  | +10 |
|  | 11   | Macclesfield Town  | 63 | 42 | 18 | 9  | 15 | 64 | 62  | +2  |
|  | 12   | Enfield            | 55 | 42 | 15 | 10 | 17 | 68 | 78  | -10 |
|  | 13   | Cheltenham Town    | 53 | 42 | 11 | 20 | 11 | 64 | 67  | -3  |
|  | 14   | Altrincham         | 52 | 42 | 14 | 10 | 18 | 59 | 59  | 0   |
|  | 15   | Fisher Athletic    | 52 | 42 | 13 | 13 | 16 | 58 | 61  | -3  |
|  | 16   | Boston Utd         | 49 | 42 | 14 | 7  | 21 | 60 | 75  | -15 |
|  | 17   | Northwich Victoria | 47 | 42 | 10 | 17 | 15 | 46 | 57  | -11 |
|  | 18   | Wycombe            | 46 | 42 | 11 | 13 | 18 | 50 | 76  | -26 |
|  | 19   | Welling Utd        | 42 | 42 | 11 | 9  | 22 | 50 | 72  | -22 |
|  | 20   | Bath City          | 37 | 42 | 9  | 10 | 23 | 48 | 76  | -28 |
|  | 21   | Wealdstone         | 32 | 42 | 5  | 17 | 20 | 39 | 76  | -37 |
|  | 22   | Dagenham           | 21 | 42 | 5  | 6  | 31 | 37 | 104 | -67 |

Legenda:
      Promosso in Fourth Division 1988-1989.
      Retrocesso in Isthmian League 1988-1989.
      Retrocesso in Southern League 1988-1989.
Regolamento:
Tre punti a vittoria, uno a pareggio, zero a sconfitta.
In caso di arrivo di due o più squadre a pari punti, la graduatoria viene stilata secondo i seguenti criteri:
- differenza reti
- maggior numero di gol segnati